# Sunshine (film, 1999)
Pour les articles homonymes, voir Sunshine.
Pour plus de détails, voir Fiche technique et Distribution.
Sunshine (titre du film en hongrois : A napfény íze littéralement « Le goût de la lumière du soleil ») est un film coproduit par la Hongrie, l'Autriche, l'Allemagne et le Canada, réalisé par István Szabó et sorti en 1999. Le scénario du film est écrit par le réalisateur, en collaboration avec Israel Horovitz.
Le film met en scène l’histoire de quatre générations d’une famille juive hongroise, les Sonnenschein. Un prologue montre le jeune Emmanuel Sonnenschein quittant son village pour s’installer dans la capitale hongroise. En effet, la distillerie de son père a été détruite par une explosion et celui-ci est décédé à la suite de cet accident. Emmanuel emporte à Budapest le précieux carnet noir comportant les recettes secrètes de son père. Nous sommes vers la fin du XIXe siècle. Lorsque le film débute vraiment, les Sonnenschein se sont enrichis grâce à une boisson baptisée en hongrois Napfény íze « Goût de la lumière du soleil ». Le film se divise en trois périodes historiques : de 1890 à 1914, de 1914 à 1944 et de 1945 à 1989, couvrant donc la fin de la double monarchie austro-hongroise, les deux guerres mondiales et le régime communiste. La fin du film mentionne la fin de ce régime.
La distribution du film est internationale. On y remarque particulièrement Ralph Fiennes, qui joue les rôles de trois membres de générations successives d’une famille.
L’accueil du film a été très mitigé, de critiques totalement positives à d’autres totalement négatives, surtout en Hongrie, où il a également suscité des polémiques idéologiques. La critique a été plus favorable en Occident, ce qui se reflète dans plusieurs prix remportés.

## Synopsis
Le film est conçu comme une narration lue après avoir été écrite vers la fin du XXe siècle. Le narrateur est Iván, l'ultime descendant de la famille. Le film est composé de parties où les personnages dialoguent et d'autres qui illustrent la narration lue. Parmi celles-ci il y a également des fragments de documents cinématographiques sur des événements historiques importants des plus de 100 années couvertes par le film.

### L'époque ensoleillée (1890-1914)[2]
Vers la fin du XIXe siècle, l'arrière-grand-père d'Iván, Emmanuel « Manó » Sonnenschein, part à pied d'un village de l'Empire austro-hongrois pour chercher du travail. Il doit faire vivre sa mère et son frère cadet après que son père, Aron Sonnenschein, propriétaire du bistrot du village, a perdu la vie lors de l'explosion de l'alambic où il distillait de l'eau de vie. C'était un homme apprécié. Il faisait une boisson avec des plantes médicinales qui avait fait du bien a beaucoup de gens. Le cahier où était écrite la recette secrète de la boisson a été retrouvée dans les ruines par sa femme. Manó a aussi trouvé la montre de gousset de son père. Le cahier, la montre et une canne sont son seul héritage.
Arrivé à Budapest, Manó se fait embaucher dans une usine d'alcool. À 25 ans, il a sa propre maison et sa fabrique de liqueurs. Il fait, selon la recette de son père, une boisson qu'il nomme « vin de soleil ». Il épouse, sans être amoureux, Róza Deutsch, avec qui il a deux enfants, l'un Gusztáv, l'autre Ignác, le futur grand-père d'Iván, le narrateur. Sa liqueur a beaucoup de succès et la famille s'enrichit. Après la mort prématurée de son frère, Manó adopte sa fillette, Valéria « Vali », la future grand-mère d'Iván.
Gusztáv, Ignác et Vali grandissent ensemble. Devenus de jeunes adultes, Vali se passionne pour la photographie, Ignác fait des études de droit à Vienne et Gusztáv – des études de médecine. Aucun ne s'intéresse à la profession de Manó, ce qui ne dérange pas celui-ci, fier des ambitions des jeunes.
Ignác et Vali s'aiment en secret, mais Gusztáv s'en aperçoit et le dit aux parents. Le père prend Ignác à partie, en lui disant qu'il doit renoncer à Vali, parce qu'elle est sa cousine germaine. Ignác se soumet à la volonté de son père, malgré Vali. Il continue à l'aimer mais ne répond pas à ses lettres. Un jour, Vali lui rend visite à Vienne sans s'être annoncée, et leur relation devient sexuelle.
Après ses études, Ignác retourne à Budapest et commence une carrière de succès en tant que juge. Son père est très fier de lui. Il lui donne la montre dont il a hérité et lui conseille de ne jamais oublier son origine. La relation entre cousins continue en secret.
Ignác est apprécié par son supérieur, qui lui dit qu'il mérite d'être promu, mais pour cela il serait souhaitable qu'il change son nom en un autre, hongrois. Ignác suit son conseil et devient Sors (« destin » en hongrois). Gusztáv et Vali suivent son exemple.
Vali tombe enceinte et Ignác la demande en mariage en présence de la famille. Sa mère est révoltée, mais son père ne s'y oppose plus. Il se rappelle qu'il a voulu lui aussi épouser une cousine qu'il aimait, mais sa famille le lui a interdit, il s'est soumis et ainsi il n'a pas connu le bonheur d'un mariage d'amour.
La presse dévoile un cas de corruption parmi des politiciens haut placés du pouvoir. Les supérieurs d'Ignác veulent le charger du jugement de l'affaire de telle sorte, que les suspects s'en tirent. En leur répliquant que le procès pourrait finir par la condamnation des suspects, il propose que le dossier soit renvoyé au procureur pour une recherche minutieuse, qui pourrait durer longtemps, le cas pouvant ainsi être oublié. Sa proposition est acceptée. Ignác fait ainsi une compromission : il obtient que le cas soit étouffé sans sa participation, au prix que justice ne soit pas faite, sa carrière restant en même temps hors de danger. Vali l'accuse de lâcheté, sachant que l'empire est miné par la corruption, mais Ignác pense que celui-ci, dont il est l'adepte, ne doit pas être affaibli. Il énumère avec colère les aspects entre lesquels il est déchiré : ce que lui demande Vali, l'esprit de famille, l'esprit religieux, le dévouement à l'empereur, l'esprit libéral, le droit romain, le gouvernement, l'opposition, son propre sens de la justice, l'esprit révolutionnaire de son frère, le conservatisme de son père.
Ignác et Vali ont leur premier enfant, István. Ignác est reçu dans des cercles haut placés. Il participe pour la première fois à une chasse, tue un cerf et est troublé par la mort de celui-ci.
On propose à Ignác de participer aux élections sur la liste du parti gouvernemental. Il est tenté et ses parents en sont fiers. Sa mère est enthousiasmée mais son père dit que les gens comme eux ne doivent pas viser trop haut. En revanche, Gusztáv, connaissant en tant que médecin la misère des ouvriers et ayant des idées socialistes, y est totalement opposé. Vali non plus ne veut pas que son mari participe à un pouvoir corrompu.
Les jeunes époux ont un deuxième enfant, Ádám, le futur père d'Iván.
Ignác annonce à son supérieur qu'il ne participera pas aux élections, et celui-ci a également quelque chose à lui faire savoir : Gusztáv est poursuivi en tant que membre d'une organisation socialiste qui milite pour le renversement de la monarchie. Les deux frères se disputent, Ignác voulant s'assimiler à la société et étant reconnaissant que le pouvoir le lui permette. Gusztáv lui réplique que les Juifs ne seront jamais totalement acceptés par cette société-là, et que ce ne sera possible que dans une société juste, pour laquelle il faut lutter, même au prix d'une révolution sanglante. Vali se situe entre les deux : elle ne veut rejoindre ni les puissants ni les opprimés, mais seulement être fière de sa langue maternelle, le hongrois, et voir par la fenêtre le paysage qu'elle connaît et qu'elle aime.

### L'époque des tempêtes (1914-1944)
La Première Guerre mondiale éclate. Gusztáv est mobilisé comme médecin militaire et Ignác devient major juge de cour martiale. Il est très fier et ému d'être reçu par l'empereur, qui veut le connaître. Pendant les quatre années que dure la guerre, il rend des verdicts sévères et ne voit pas sa famille. Il apprend le même jour la mort de l'empereur et celle de son père. Peu de temps après, la guerre finit par la défaite de l'empire, ce que Ignác ressent comme la fin d'un monde auquel il doit beaucoup.
Lorsqu'il revient chez lui, ses fils sont déjà des jeunes hommes. Vali lui annonce qu'elle se sépare de lui, parce qu'il ne l'aime plus depuis qu'il aimait l'empereur, et qu'elle l'aime seulement comme une sœur. Vers la fin du film elle avouera qu'en fait elle avait un amant. En Hongrie, devenue indépendante, c'est la Révolution des Asters, d'orientation social-démocrate qui éclate, puis les communistes instaurent la République des conseils. Gusztáv est membre de son gouvernement. Il essaye de convaincre Ignác de collaborer avec eux, en l'avertissant qu'il risque d'être lui aussi l'objet de la « juste » vengeance du peuple en tant qu'homme du pouvoir antérieur. Ignác refuse et il est assigné à résidence. Apprenant cela, Vali revient chez lui.
Après la chute du pouvoir communiste, Gusztáv émigre en France et Ignác refuse de redevenir juge, étant mis à la retraite. Sa santé se détériore rapidement. L'atmosphère de la maison est tendue. Ignác a des accès de colère et sa mère ne cesse de manifester sa haine envers Vali. Ignác meurt et, peu de temps après, sa mère aussi. Vali devient la cheffe de famille.
En Hongrie, l'antisémitisme se manifeste de plus en plus. Ádám est humilié en tant que Juif par ses camarades de faculté. István, son frère aîné, pratique l'escrime et conseille à Ádám de la pratiquer lui aussi, pour pouvoir se défendre. Les deux s'entraînent dans un club d'escrime civil. Ádám fait des études de droit, obtient son doctorat mais ne pratique pas sa profession, s'occupant seulement d'escrime et devenant toujours meilleur dans ce sport. Vali devient une photographe de succès.
Anselmi, l'entraîneur d'Ádám, est d'avis que celui-ci devrait passer au club des officiers et en parle au chef de celui-ci, le général Jákófalvy, mais on n'y reçoit pas de Juifs, c'est pourquoi l'entraîneur conseille à Ádám de se convertir. Vali et István ne s'y opposent pas, sans vouloir se convertir eux aussi. Ádám suit des cours de catéchisme.
Ádám tombe amoureux de Hanna, une Juive qu'il rencontre au catéchisme et qui devient catholique en même temps que lui, parce qu'elle a un fiancé fils d'un propriétaire terrien catholique. Ádám lui déclare son amour d'une façon très insistante, en sentant que la jeune fille n'est pas amoureuse de son fiancé mais séduite par Ádám.
Ádám est reçu dans le club d'escrime des officiers. Son entraîneur, le baron Margittay, remarque qu'il est gaucher, bien qu'il combatte avec la droite, et il l'entraîne à combattre avec la gauche. Ádám gagne le championnat de Hongrie en luttant contre un officier.
Ádám épouse Hanna. Un an après, ils ont un fils, Iván.
Ádám devient pour la deuxième fois champion national. Le président du club d'escrime civil, un juif, lui offre beaucoup d'argent pour qu'il revenir dans son club, mais il refuse, en s'affirmant hostile à l'esprit mercantile qu'il attribue aux Juifs. Le détachement de ses origines est allé jusqu'à le rapprocher de l'antisémitisme.
En 1936, le chef du club des officiers demande à Ádám de proposer les membres de l'équipe olympique. Il en fait partie mais aussi un officier qui lui est hostile. En fait, il continue d'être dans une situation d'infériorité, n'étant pas officier.
Ádám devient champion olympique aux Jeux olympiques d'été de 1936, de Berlin. Il y est contacté par un dirigeant de club d'escrime américain, émigré de Hongrie, qui lui propose de partir pour les États-Unis, mais il refuse par patriotisme. L'Américain l'accuse de complicité avec le régime dictatorial de Hongrie et l'avertit du danger de l'alliance du pays avec l'Allemagne, en lui conseillant de se sauver avant qu'il soit trop tard. À Budapest, il est accueilli en héros national, décoré et nommé officier.
La vie d'Ádám se complique du fait que sa belle-sœur, Gréta, est amoureuse de lui. Il résiste pendant quelques années à ses insistances mais finalement il lui cède.
Les persécutions contre les Juifs commencent par l'adoption d'une première loi. L'officier chef du club d'escrime lui annonce que son entraîneur a quitté la Hongrie. Ádám le qualifie de traître, mais le chef comprend l'entraîneur, parce que la femme de celui-ci est juive, et le chef se déclare contre l'antisémitisme. D'ailleurs, il est démis et remplacé par l'officier hostile à Ádám. Bien que cette loi ne se réfère pas à Ádám aussi, il est éliminé du club. Gréta, avec qui il continue sa relation en secret, insiste pour que toute la famille émigre. Elle dit qu'ils pourraient partir en Amérique ou en Australie, et vivre en fabriquant le vin de soleil, selon la recette de Manó Sonnenschein. Le cahier hérité par Vali est quelque part dans la maison mais on ne sait pas où. István aussi est d'accord pour partir, mais Ádám croit que la situation d'alors ne durera pas. Finalement, ils se décident tous à partir mais ils ne peuvent plus, car les consulats étrangers n'accordent plus de visas.
C'est la Seconde Guerre mondiale. Ádám est mobilisé en tant que Juif dans une sous-unité de travail. L'ancien chef du club d'escrime des officiers lui promet de l'aider autant qu'il pourra, et lui demande pardon de s'être trompé en lui affirmant que l'assimilation était la meilleure voie pour Ádám.
Après qu'en mars 1944 la Hongrie est occupée par des troupes allemandes, Hanna et Vali doivent porter l'étoile jaune et déménager dans le ghetto de Budapest. Vali réussit à se cacher dans un grenier, mais Hanna est déportée et tuée. Ádám et son fils, Iván, arrivent ensemble en sous-unité de travail sur le front russe, gardée par la police militaire. Ádám porte son uniforme d'officier et un brassard blanc que devaient porter les Juifs baptisés. Le sous-officier commandant des policiers apercevant ce brassard blanc le rosse. Il hurle qu'il n'est qu'un youpin et lui intime qu'il le dise aussi. Mais malgré les coups qu'il reçoit, Ádám s'obstine à répondre qu'il est officier de l'armée hongroise, champion national et olympique d'escrime. Il est torturé jusqu'à ce qu'il meure sous les yeux de son fils, que ses camarades retiennent pour l'empêcher de réagir.
Gréta, István et leur enfant, qui se cachaient, sont dénoncés, arrêtés par des membres du Parti des Croix fléchées au pouvoir et tués sur les quais du Danube avec des milliers d'autres Juifs de Budapest, cinq jours seulement avant l'occupation de la ville par l'Armée rouge.

### Époque du ciel couvert (1945-1989)
Vali, vieillie, revient chez elle, puis Kató, la servante de la famille, vieillie elle aussi, revient avec un chariot plein d'objets qu'elle a pu emporter dans son village. Gusztáv, le grand-oncle d'Iván, revient lui aussi d'exil, puis Iván.
Gusztáv participe au nouveau pouvoir communiste et convainc Iván de s'engager dans l'ÁVH, la police politique, dans l'idée de contribuer à punir les criminels de l'espèce de ceux qui ont tué son père. Iván devient un communiste convaincu, il fait carrière, devient major mais ne peut échapper à l'amertume. Il plaît à Karola, une collègue mère de famille, major elle aussi. Knorr, son supérieur direct, l'avertit que le mari de celle-ci peut être dangereux pour lui. Iván commence tout de même une liaison avec elle, sa première expérience sexuelle.
Des purges staliniennes y compris à caractère antisémite commencent dans l'appareil supérieur de l'État. Le général Kope, commandant de l'ÁVH, une brute, convoque Iván et lui ordonne de s'occuper d'un prétendu complot anti-régime dirigé par Israël, dans lequel beaucoup de Juifs seraient impliqués, y compris Knorr. Le général manifeste ouvertement son antisémitisme. Il avertit Iván que lui aussi pourrait être impliqué, étant un proche de Knorr, et lui ordonne de ne pas travailler avec des Juifs à ce dossier.
Iván rapporte au général que Knorr n'avoue aucune culpabilité et que lui, il ne croit pas à celle-ci. Le général lui dit que Knorr doit être torturé jusqu'à ce qu'il avoue ou, s'il est un vrai communiste, qu'il avoue pour se sacrifier, en rendant ainsi un service à la cause du communisme. Il lui dit aussi qu'il a de la chance que son oncle Gusztáv vienne de mourir, car il était lui aussi membre du complot.
Iván continue de soutenir que Knorr est innocent et le général le dessaisit du dossier, en ordonnant qu'il soit interrogé lui aussi, pour le moment en tant que témoin.
Iván aime Karola mais elle rompt avec lui, en voyant que sa position s'est affaiblie, alors qu'elle a besoin d'un homme fort, avec qui se sentir en sécurité.
Après la mort de Staline, des luttes pour le pouvoir commencent dans la direction du parti communiste, les crimes de l'époque stalinienne sont dévoilés, le général est arrêté. Le régime ne change pas pour autant quant à son essence. Knorr, qui est mort lors d'un interrogatoire, est réhabilité, exhumé, identifié par Iván et ré-enterré avec les honneurs. Iván prononce un bref discours sur sa tombe, dans lequel il s'accuse pour le fait que lui, comme Knorr, ont cru contribuer à créer un monde meilleur, alors qu'en fait ils ont servi une bande de malfaiteurs assoiffés de pouvoir, en devenant eux aussi des malfaiteurs. Iván fait ses adieux à Knorr et à soi-même, comme à quelqu'un qui a assisté impuissant à la mort de son père, et qui n'a rien fait non plus quand Knorr a été tué. Ensuite Iván démissionne de sa fonction et devient un dissident.
Iván est l'un de ceux qui enflamment la foule pendant la révolution de 1956, il est arrêté après sa défaite et condamné à cinq ans de détention. Il effectue trois ans de sa peine. À sa libération, on lui rend ses effets personnels sans la montre héritée de son arrière-grand-père.
Iván retourne chez lui. Avec Vali, il se met à chercher le cahier contenant la recette du vin de soleil, mais Vali a un malaise. À l'hôpital, questionnée comment elle s'appelle, elle répond, lucide, « Valéria Sonnenschein », et répète ce nom quand Iván lui rappelle qu'elle s'appelle Sors.
Iván rencontre par hasard Karola dans le métro. Elle lui demande pardon pour sa déposition à charge à son procès mais Iván ne lui en veut pas, il voudrait la revoir. Cependant, elle descend sans lui donner son numéro de téléphone.
Vali meurt à l'hôpital. Iván n'en récupère que la canne héritée de son arrière-grand-père.
Chez lui, Iván sort dans la rue toutes les vieilleries, meubles, journaux anciens, papiers, etc., pour que les éboueurs les emportent. Alors qu'il sort des papiers d'une boîte, le cahier avec la recette du vin de soleil tombe par terre sans qu'il s'en aperçoive. Par contre, il sort d'une enveloppe un texte écrit par son arrière-grand-père pour Ignác, lorsque celui-ci est parti faire ses études supérieures. Pendant qu'il le lit, son arrière-grand-père, son grand-père et son père apparaissent tour à tour, puis, pendant que les éboueurs jettent dans la benne de leur camion des piles de journaux de diverses époques passées, on n'entend plus que la voix de l'arrière-grand-père. Il conseille à Ignác de ne jamais abandonner la religion des ancêtres ; de ne pas vivre uniquement en s'efforçant d'être accepté, sinon il sera malheureux ; de ne pas s'attacher aux biens matériels, car ils peuvent s'évanouir à tout moment ; de ne pas s'engager à ce qu'il ne peut pas faire, pour ne pas tomber malade à cause de l'angoisse que cela provoque. Iván garde ce texte. Dans la rue, un éboueur ramasse le cahier et le jette dans la benne du camion.
Iván fait changer son nom en Sonnenschein, à l'étonnement de la fonctionnaire à laquelle il s'adresse. Pour la première fois de sa vie, il marche dans la rue sans avoir le sentiment de se cacher, comme avant lui, seul son arrière-grand-père pouvait le faire. Iván se rend compte que le seul sens, la seule possibilité de sa vie est de témoigner.
Jusqu'à ce qu'il ait fini d'écrire l'histoire de sa famille, la troisième aventure tragique du XXe siècle a pris elle aussi fin. Après l'empire et la dictature d'extrême droite, le régime communiste aussi est resté dans le passé de la Hongrie.

## Fiche technique
- Titre original : Sunshine, A napfény íze
- Réalisation : István Szabó
- Scénario : István Szabó, Israel Horovitz
- Musique : Maurice Jarre[4]
- Direction artistique : Zsuzsanna Borvendég
- Décors : Attila Kovács
- Costumes : Györgyi Szakács
- Photographie : Lajos Koltai
- Son : Vanessa Baker
- Montage : Michel Arcand, Dominique Fortin
- Production : András Hámori, Danny Krausz, Robert Lantos, Lajos Óvári
- Sociétés de production : Alliance Atlantis Communications (Canada), Dor Film Produktionsgesellschaft (Allemagne), Hungarian Motion Picture Fund (Hongrie)
- Sociétés de distribution : Alliance Atlantis Communications, InterCom (Hongrie), Kinowelt Filmverleih (Allemagne)
- Budget : 26 millions $
- Pays de production :  Allemagne,  Autriche,  Canada,  Hongrie
- Langue originale : anglais
- Format : couleur, noir et blanc — 1,85 : 1 — Dolby Digital
- Genre : drame, film historique
- Dates de sortie :
  - Canada : 13 septembre 1999, au Festival international du film de Toronto
  - Allemagne : 27 janvier 2000
  - Hongrie : 27 janvier 2000
  - France : 3 mai 2000

## Distribution
Légende : Version Québécoise = VQ
- Ralph Fiennes (VF : Bernard Gabay ; VQ : Alain Zouvi) : Ignác Sonnenschein (puis Sors) / Ádám Sors âgé / Iván Sors (puis Sonnenschein)
- Rosemary Harris (VQ : Françoise Faucher) : Valérie « Vali » Sors âgée
- Rachel Weisz (VF : Françoise Cadol ; VQ : Linda Roy) : Gréta Sors, épouse d'István, maîtresse d'Ádám
- Jennifer Ehle (VQ : Valérie Gagné) : Valérie « Vali » Sonnenschein (puis Sors) jeune, cousine d'Ignác et Gusztáv, puis épouse d'Ignác, mère d'Ádám et d'István
- Deborah Kara Unger (VQ : Nathalie Coupal) : Karola Kovács, major de la police politique, collègue et maîtresse d'Iván
- Molly Parker (VQ : Anne Dorval) : Hannah, épouse d'Ádám
- James Frain (VQ : François Godin) : Gusztáv Sonnenschein (puis Sors) jeune, frère d'Ignác
- David de Keyser (en) (VQ : Yves Massicotte) : Emmanuel « Manó » Sonnenschein, père d'Ignác et de Gusztáv
- John Neville (VQ : Hubert Fielden) : Gusztáv Sors âgé
- Miriam Margolyes (VQ : Mireille Thibault) : Rózsa Sonnenschein, épouse de Manó, mère d'Ignác et de Gusztáv
- Rüdiger Vogler (VQ : Claude Préfontaine) : général Jákófalvy, chef du club d'escrime des officiers
- Mark Strong : István Sors, frère d'Ádám et mari de Gréta
- Bill Paterson (VQ : Yvon Thiboutot) : ministre de la justice
- Trevor Peacock (en) (VQ : Vincent Davy) : général Kope, commandant de la police politique
- Hanns Zischler : le baron Margitta
- Mari Törőcsik : Kató âgée, la domestique de la famille Sors
- Katja Studt (de) : Kató jeune
- Péter Andorai : Anselmi
- Péter Halász : Wild Duck
- William Hurt (VQ : Jean-Marie Moncelet) : Andor Knorr, supérieur direct d'Iván dans la police politique
- Flóra Kádár : Madame Hackl
- Sándor Simó : le docteur
- Zoltán Gera (en) : homme à la synagogue
- András Stohl (en) : un garde rouge
- Gábor Mádi Szabó (en) : le prêtre
- László Gálffi : Rossa
- Eszter Ónodi (en) : la secrétaire du club d'escrime des officiers
- Ádám Rajhona (en) : le concierge du club d'escrime des officiers
- János Kulka (en) : Molnár
- Kathleen Gati (en) : Josefa Sonnenschein

Liste complète de la distribution du film sur IMDB.

## Production
L’intention initiale des scénaristes István Szabó et Israel Horovitz était de réaliser une série de télévision mais ils n’ont pas réussi à trouver le financement nécessaire. Alors István Szabó a pensé à faire un film de cinéma et en a proposé l’idée au producteur canadien Robert Lantos, Juif originaire de Hongrie. Celui-ci avoue que, à la suite d’une discussion de quatre heures avec István Szabó, il a été impressionné jusqu’aux larmes, en se rappelant les récits des membres de sa famille et les événements vécus par lui-même, que ses enfants ignoraient.
La première version du scénario avait 600 pages. Il a été traduit en anglais et abrégé avec l’aide de plusieurs écrivains. La production du film ne pouvait être que très coûteuse. À cause de cela, il fallait lui assurer une diffusion adéquate, ce qui rendait nécessaire d’engager au moins une vedette internationale. On a pensé dès le début que ce devait être Ralph Fiennes, qui devrait jouer trois personnages de trois générations. Il a aussitôt accepté, mais il avait d’autres contrats à honorer. Les producteurs ont attendu deux ans qu’il devienne libre. La préproduction a pris six mois, suivis d’autres six mois de tournage. Cinq ans ont passé au total entre la proposition du film et sa sortie.
Le tournage a eu lieu surtout à Budapest. Pour la façade de la maison des Sonnenschein on a utilisé un bâtiment du quartier Ferencváros. Au-dessus de ses fenêtres on a inscrit le nom de société EMMANUEL SONNENSCHEIN & TSA. LIQUEUR (TSA. comme társa « associé »). En 2008, on a rénové le bâtiment et on a gardé l’inscription. Les intérieurs de la famille ont été filmés dans un bâtiment proche,.
Pour préparer les scènes d’escrime, le réalisateur a sollicité l’entraîneur László Szepesi, qui a aussi joué un rôle épisodique d’arbitre aux jeux olympiques. Entre faire faire aux acteurs certains gestes seulement et leur enseigner l’escrime, il a choisi cette dernière solution. De vrais escrimeurs ont aussi participé à cet enseignement, étant également les doublures des acteurs. Le tournage des scènes d’escrime a eu lieu dans plusieurs salles de Budapest, et celui des jeux olympiques dans ce qui est en 2021 la Salle des sports László-Papp.

## Analyse

### Film et réalité
L’action du film se déroule sur le fond de tous les événements et époques historiques du XXe siècle qui ont concerné la Hongrie : l’Empire austro-hongrois, la Première guerre mondiale, la brève période de régime communiste qui l’a suivie, le régime autoritaire de Miklós Horthy, la Seconde guerre mondiale, le régime communiste stalinien, la Révolution de 1956, le régime communiste d’après celle-ci. Le film reflète les principaux phénomènes sociaux, idéologiques et politiques de ces périodes qui ont influencé la destinée des Juifs[réf. souhaitée] : la possibilité qu’ils s’élèvent dans la vie économique et, pour certains, jusqu’à certaines sphères modestes du pouvoir, par assimilation, dans la dernière période, relativement libérale, de l’Empire austro-hongrois ; l’antisémitisme croissant à mesure que les idéologies totalitaires de droite gagnaient du terrain ; la Shoah qui a décimé les Juifs ; la terreur communiste stalinienne.
À côté du reflet de ces réalités, le film s’inspire de quelques personnes et faits réels. Ainsi, la carrière de Manó Sonnenschein, due au Goût de la lumière du soleil rappelle celle, réelle, de la famille juive christianisée Zwack, avec la liqueur Unicum qu’elle produit encore dans les années 2000 selon une recette secrète contenant 40 plantes.
Le personnage Ádám Sors reflète le destin de deux escrimeurs juifs hongrois. Endre Kabos a gagné quatre médailles olympiques, dont trois d’or, y compris aux Jeux de 1936. Au cours de la guerre, il a été mobilisé au travail, on lui a facilité de rester à Budapest en tant que chauffeur, mais il est mort en 1944, sur le Pont Marguerite, quand on a fait sauter celui-ci. Attila Petschauer a gagné avec son équipe la médaille d’or aux Jeux olympiques d'été de 1928, d’Amsterdam, et aux Jeux olympiques d'été de 1932, de Los Angeles, ainsi que la médaille d’argent individuelle à Amsterdam. Il a été emmené en sous-unité de travail sur le front russe, où il est mort en 1943, dans des circonstances non élucidées. Conformément à un témoignage, il a été tué comme Ádám dans le film.
Le personnage Andor Knorr est lui aussi inspiré d’une personne réelle, non juive, László Rajk. Il était déjà communiste dans les années 1930, devenu ministre des affaires internes et organisateur des premiers procès politiques, puis ministre des affaires étrangères. En 1949 on lui a intenté une parodie de procès, on l’a condamné à mort et exécuté. En 1955 il a été réhabilité dans le cadre de la déstalinisation qui commençait, et ré-enterré avec les honneurs en 1956, ce qui a constitué l’un des facteurs déclencheurs de la révolution de cette année-là.

### Thèmes
Le film aborde principalement la destinée et la question identitaire des Juifs en Hongrie. Le message qui en découle est l’échec de l’assimilation, de l’aspiration d’une partie des Juifs à devenir des membres égaux en tous points avec les autres membres de la société où ils vivent, au prix de renoncer à leur identité héritée. Les compromis qu’ils font apparaissent comme ayant pour résultat leur possible destruction morale et même physique. En tant qu’argument à l’appui de ce message, il apparaît le sentiment d’échec par lequel finit la vie d’Ignác après qu’il a fait jusqu’au compromis de changer de nom, et qu’il a servi l’empereur avec dévouement et reconnaissance d’avoir pu se réaliser. À son tour, Ádám fait le compromis de renoncer à la religion de ses ancêtres, il est un vrai patriote, il a l’illusion d’être accepté en tant que Hongrois, et pourtant il est tué en tant que Juif. D’un dialogue avec sa grand-mère, il ressort que Iván est devenu communiste parce que seul un État communiste, l’Union soviétique, semblait exempt d’antisémitisme. Mais Iván aussi perd ses illusions sur la disparition de l’antisémitisme en régime communiste, et ne peut plus accepter les crimes de celui-ci. Selon la critique Susan Suleiman, les hommes de la famille Sors présentent à des degrés différents le profil psychologique « du "paria parvenu" qui, une fois accepté, même à contrecœur, par un groupe ou une institution, devient loyal au point de perdre toute faculté de jugement, et est détruit dans le processus, moralement et physiquement. » Ádám présente ce profil au plus haut degré par la façon dont il refuse de voir la réalité, à commencer par son aveuglement devant l’atmosphère prévalant en Allemagne sous Hitler, puis par l’illusion que la persécution des Juifs est passagère, et jusqu’à son refus de reconnaître son identité juive, au prix d’être tué. L’acte d’Iván de reprendre le nom de son arrière-grand-père, ce qui lui donne le sentiment de la libération, est présenté comme la solution de s’intégrer à la société sans renoncer à son identité. En fait c’est l’essence des conseils de son arrière-grand-père adressés à son fils Ignác, que lui et les autres hommes de la famille n’ont pas suivis.
Le film reflète également la diversité sociale et idéologique des Juifs, même à l’intérieur d’une même famille. L’arrière-grand-père devient un capitaliste de succès mais ses enfants ne le sont plus, ils deviennent des intellectuels aux conceptions idéologiques diamétralement opposées. Ignác est l’adepte de l’ordre établi de l’empire, qu’il voit comme libéral, mais Gusztáv est un révolutionnaire socialiste, puis communiste, tandis que Vali n’adopte aucune idéologie. L’un des reproches qu’on a faits au film est que ses personnages sont plutôt des types de ces catégories d’individus, que des êtres avec une profondeur psychologique,.
À commencer par Ignác, tous les membres de la famille se confrontent à l’antisémitisme, qui apparaît dans le film avec diverses nuances. La plus douce est l’acceptation des Juifs au prix du renoncement à leur identité, à l’époque de l’Empire et de la Hongrie des années 1920-1930, expérience que vivent Ignác, puis Ádám. Une autre est l’humiliation des Juifs par des personnes privées qui ne risquent rien en la pratiquant, comme cela arrive à Ádám étudiant, puis membre du club d’escrime des officiers. Plus grave encore, c’est l’antisémitisme et la persécution officialisés par des lois, en Hongrie à partir de 1938. Cela culmine dans l’extermination en masse au cours de la Seconde guerre mondiale, dont sont victimes tous les membres de la famille à l’exception de Gusztáv, Vali et Iván. Le régime communiste des années 1950 non plus n’est pas exempt d’antisémitisme, qui se manifeste par des accusations fantaisistes d’espionnage, comme reflété par le destin tragique du personnage Knorr,.
Avec leur aspiration à l’assimilation, les membres de la famille Sonnenschein/Sors apparaissent comme des conformistes, sauf Gusztáv, jusqu’à ce qu’il devienne lui aussi conformiste par rapport à l’idéologie communiste. Selon Suleiman, le seul contrepoids subversif, la seule affirmation de soi qu’ils opposent aux normes institutionnelles et politiques est leur sexualité transgressive. C’est une tentation non réalisée de Manó amoureux d’une cousine, et réalisée par Ignác avec Vali, ou par Ádám avec sa belle-sœur.
Dans la conception du film, les femmes sont celles qui réussissent le mieux à saisir la réalité et à garder leur identité, en restant loin du domaine socio-politique. Vali est le centre éthique du film. Elle, qui a immortalisé en photo les beaux moments de la vie, dit à Iván que ce n’est pas la politique et l’histoire qui comptent le plus dans celle-ci, mais sa beauté, les valeurs individuelles et esthétiques, malgré les destructions causées par l’histoire.

## Accueil critique
Pour Suleiman, ce film est somptueux et ambitieux, profondément émouvant, trouble et troublant. Son réalisateur le conçoit comme une épopée réaliste mais ne peut éviter un certain schématisme, à cause de la longueur de la période qu’il couvre. L’esthétique réaliste se manifeste par des répétitions et des parallélismes au niveau de l’intrigue et des personnages, ainsi que dans les décors, les lumières et la musique. Par exemple l’évolution de l’appartement de la famille d’un intérieur bourgeois confortable à la pauvreté d’un appartement plein de vieilleries, où est logée une famille de gens simples aussi, est parallèle avec la déchéance de la famille Sonnenschein/Sors. Un exemple de l’utilisation des lumières est la scène sombre où la famille à peine visible écoute à la radio le texte de la première loi anti-juive. En qualité d’épopée réaliste, le film recourt à des répétitions et à des parallélismes jusqu’à la redondance, pour en assurer la cohésion narrative et souligner ses thèmes majeurs, par exemple par l’interprétation de trois rôles confiée à un même acteur. Selon Suleiman ce n’est pas un point négatif, mais d’autres critiques ont considéré que la redondance rend le film lourd et simpliste.
Michael Wilmington, de Chicago Tribune, pense que le film d’István Szabó est incroyablement ambitieux et l’un des plus réussis de l’année 1999. Il est filmé d’une façon ravissante, étant une succession de belles images ou qui évoquent d’une manière simple les phases majeures de l’histoire de la Hongrie, mais il pèche par le fait qu’il est trop long, voulant montrer trop et le faisant trop rapidement. Ralph Fiennes joue ses trois rôles avec une compréhension profonde et un sérieux sobre, du début à la fin, traits qui auraient gagné à être compensés par quelque légèreté ou ironie. Le film aurait été meilleur ou plus convaincant, bien que moins populaire, si les rôles principaux avaient été joués par des acteurs hongrois. Cependant, ce n’est pas un film à rejeter à cause de ses défauts, parce qu’il a beaucoup de qualités dramatiques et cinématographiques, il se renouvelle continuellement, il remplit tout le temps ses lacunes. Sunshine est l’une des épopées familiales cinématographiques les plus fortes, et l’une des plus belles du point de vue visuel.
En Hongrie, le film a suscité des polémiques passionnées pendant quelques semaines. Il y a eu des critiques entièrement positives, comme celle d’Ildikó Kárpáti, de Filmkultúra, et aussi totalement négatives, par exemple celle d’István Margócsy, dans Filmvilág. Les polémiques ne se sont pas limitées aux moyens artistiques du film, mais ont aussi atteint des aspects idéologiques concernant son message principal, l’échec de l’assimilation. Gábor Köves, de FILMTETT, considère que le fait de provoquer de telles polémiques est peut-être le mérite principal du film.
Erzsébet Bori, de Magyar Narancs, considère que ce n’est pas un film d'art européen ni un film d’auteur, comme les premiers films du réalisateur, et ne s’adresse pas premièrement au public hongrois, mais c’est un bon film de genre, pour un public large. La photographie, les décors, les costumes sont beaux et crédibles. Le scénario réussit à ordonner de façon unitaire les faits au long d’une centaine d’années et la vie de plusieurs personnages. En même temps, le film est long, non parce qu’il montre beaucoup mais parce qu’il est prolixe et didactique par ci-par là. À la différence de ses films jusqu’aux années 1980 y compris, où le réalisateur partageait ses impressions avec le spectateur, dans ce film il partage ses idées, étant trop peu humain.
Selon Gábor Köves, la grandeur du budget du film a été d’une part un avantage, d’autre part un inconvénient. Ses réalisateurs ont eu tout ce qu’ils voulaient pour assurer le cadre matériel du film mais ont dû s’adresser à un public très varié, d’une part aux Occidentaux, qui ne connaissent pas les réalités de l’histoire de la Hongrie, d’autres part aux Hongrois, qui les connaissent. Cela nuirait à la qualité du film par le fait que, à part certaines de ses parties, ce serait un passage en revue trop rapide et didactique des faits, les personnages étant schématiques, manquant de profondeur.

## Distinctions

### Récompenses
1999 :
- Académie européenne du cinéma [24] :
  - meilleur acteur pour Ralph Fiennes
  - meilleur scénario pour István Szabó et Israel Horovitz
  - meilleure photographie pour Lajos Koltai

2000 :
- Académie canadienne du cinéma et de la télévision : Prix Génie[25] :
  - meilleur film pour András Hámori et Robert Lantos
  - meilleur son pour Daniel Pellerin, Keith Elliott, Glen Gauthier et Peter Kelly
  - meilleur montage de son pour Jane Tattersall, Fred Brennan, Dina Eaton, Andy Malcolm et David McCallum
- Guilde des écrivains du Canada (en) : WGC Award pour Sunshine à côté de huit autres films[26] :

2001 :
- Political Film Society (de) : Prix de la société du film politique pour la démocratie (en) : meilleur film[27]
- International Press Academy : Satellite Award : meilleures actrices en rôles secondaires pour Jennifer Ehle et Rosemary Harris[28]

### Sources
- (hu) Bori, Erzsébet, « Gyógykeserű. A napfény íze » [« Sirop amer. Sunshine »], Magyar Narancs, 9 mars 2000 (consulté le 17 août 2021)
- (hu) Bödők, Gergely, « A napfény íze című film történészszemmel » [« Le film Sunshine dans la perspective de l’historien »], sur ÚJKOR.HU, 14 octobre 2017 (consulté le 17 août 2021)
- (en) Deák, István, « Strangers at Home » [« Étrangers chez eux »], The New York Review of Books, 20 juillet 2000
- (hu) Harmat, Árpád Péter, « A Rajk-ügy története » [« Historique de l’affaire Rajk »], sur Történelem cikkek, 2 octobre 2015 (consulté le 17 août 2021)
- (hu) Kárpáti, Ildikó, « Édes-keserű » [« Doux-amer »], Filmkultúra, 2000 (consulté le 17 août 2021)
- (hu) Köves, Gábor, « A mindenkihez szólás szabadsága » [« La liberté de s’adresser à tous »], sur FILMTETT, 15 décembre 2000 (consulté le 17 août 2021)
- (en) MacDonald, Fiona, « Sunshine tells Hungarian tale » [« Sunshine dit une histoire hongroise »], sur PLAYBACK, 17 décembre 1999 (consulté le 17 août 2021)
- (hu) Margócsy, István, « A napfény íze. A kép-mutogató » [« Sunshine. Le montreur d’images »], Filmvilág, no 3,‎ mars 2000 (lire en ligne, consulté le 17 août 2021)
- (hu) Szepesi, László, A napfény íze – kardpenge a napfényben... [« Le goût de la lumière du soleil – lame de sabre dans la lumière du soleil »], Archives de l’Université d’éducation physique de Budapest, 2009 (consulté le 17 août 2021)
- Suleiman, Susan, « Sunshine et les juifs de Hongrie », dans Kristian Feigelson et Jarmo Valkola (dir.), Cinéma hongrois. Le temps et l’histoire, Paris, Presses Sorbonne Nouvelle, coll. « Théorème » (no 7), 2003 (ISBN 2-87854-255-X, lire en ligne [PDF]), p. 87-95
- (en) Wilmington, Michael, « Fiennes shines in deeply personal epic 'Sunshine' » [« Fiennes brille dans un Sunshine épique profondément personnel »], Chicago Tribune, 23 juin 2000 (consulté le 17 août 2021)